# Dampierre-les-Bois
Dampierre-les-Bois ist eine französische Gemeinde mit 1.565 Einwohnern (Stand: 1. Januar 2022) im Département Doubs in der Region Bourgogne-Franche-Comté.

## Geographie
Dampierre-les-Bois liegt auf 365 m Meereshöhe, etwa neun Kilometer östlich der Stadt Montbéliard (Luftlinie). Das Dorf erstreckt sich in den nördlichen Ausläufern des Tafeljuras in der Talmulde eines linken Seitenbachs der Feschotte, umgeben von den Höhen, die sanft nach Norden zur Burgundischen Pforte hin geneigt sind.
Die Fläche des 4,72 km² großen Gemeindegebiets umfasst einen Abschnitt im nördlichen französischen Jura. Der zentrale Teil des Gebietes wird von der Talmulde von Dampierre eingenommen, die rund 30 m in die umgebenden Kalkhochflächen eingesenkt ist. Sie wird nach Norden zur Feschotte und damit zum Allan entwässert. Flankiert wird die Talmulde von Dampierre im Westen vom ausgedehnten Waldgebiet des Bois du Fays (bis 405 m), im Osten vom Châtelot (385 m). Nach Südosten steigt das Gelände allmählich zur Hochfläche von Beaucourt an. Hier wird mit 420 m die höchste Erhebung von Dampierre-les-Bois erreicht. Nach Norden erstreckt sich das Gemeindeareal bis in die rund 300 m breite Talsohle der Feschotte.
Zu Dampierre-les-Bois gehören die Industriesiedlungen La Feschotte (340 m) und La Feschotte-du-Haut (348 m), beide im Tal der Feschotte gelegen. Nachbargemeinden von Dampierre-les-Bois sind Fesches-le-Châtel und Méziré im Norden, Badevel im Osten, Beaucourt und Dasle im Süden sowie Étupes im Westen.

## Geschichte
Im 15. Jahrhundert wird die Ortschaft unter dem latinisierten Namen Dompierre in nemoribus erwähnt. Aus späterer Zeit sind die Schreibweisen Dampierre-oultre-les-bois (1447) und Dampierre-outre-les-bois (1663) erwähnt, bevor der heutige Name Ende des 18. Jahrhunderts erschien. Im Mittelalter bestand Dampierre aus zwei Lehen. Das eine gehörte zur Herrschaft Cusance und gelangte 1471 an die Grafen von Montbéliard, die 1541 die Reformation einführten, während das andere unter der Herrschaft von Belfort war und erst 1768 mit der Grafschaft Montbéliard vereinigt wurde. Mit der Annexion dieser Grafschaft gelangte Dampierre-les-Bois 1793 endgültig in französische Hand.
Mit der Eröffnung der Eisenbahnstrecke Montbéliard–Morvillars am 29. Juni 1868 wurde Dampierre-les-Bois an das französische Eisenbahnnetz angeschlossen. Der Personenverkehr auf der Strecke wurde 1938 eingestellt, der Güterverkehr 1969. Die Bahnstrecke wurde daraufhin stillgelegt und zwischen den Bahnhöfen Dasle-Beaucourt und Morvillars vollständig abgetragen.
Die Industrialisierung von Dampierre-les-Bois setzte zu Beginn des 19. Jahrhunderts mit der Gründung der Japy-Fabriken im Tal der Feschotte ein. In den Fabriken wurden hauptsächlich Schrauben, Töpfe (aus Metall) und Küchenartikel hergestellt, daneben gab es auch eine Kaffeemühle, eine Email- und eine Möbelfabrik. Während des Ersten Weltkrieges wurde die Produktion auf Helme, Granaten, Gewehre und Gamellen umgestellt. Der Niedergang der Fabriken begann nach dem Ersten Weltkrieg und endete mit der Schließung zu Beginn der 1980er Jahre. Heute gehört Dampierre-les-Bois zum Gemeindeverband Pays de Montbéliard Agglomération.

## Sehenswürdigkeiten
Die Lutherische Kirche (Église luthérienne) wurde 1586 von den Guises im Verlauf des Achten Hugenottenkrieges niedergebrannt. Ihr Nachfolgebau wurde seinerseits 1655 ebenfalls zerstört und im gleichen Jahr wiederaufgebaut. 1748 renoviert ist sie eine der zwanzig Kirchen, die im Auftrag Herzog Carl Eugens in seiner langen Herrschaft (1737–1793) neu erbaut oder erneuert wurden. Der Turm stammt von 1875. Neben der Lutherischen Kirche hat Dampierre-les-Bois eine jüngere katholische Kirche St. Peter (Église Saint-Pierre).

## Bevölkerung
| Jahr                       | 1962 | 1968 | 1975 | 1982 | 1990 | 1999 | 2004 | 2019 |
| -------------------------- | ---- | ---- | ---- | ---- | ---- | ---- | ---- | ---- |
| Einwohner                  | 1422 | 1559 | 1581 | 1570 | 1510 | 1545 | 1525 | 1598 |
| Quellen: Cassini und INSEE |      |      |      |      |      |      |      |      |

Mit 1565 Einwohnern (Stand 1. Januar 2022) gehört Dampierre-les-Bois zu den kleineren Gemeinden des Départements Doubs. Bereits im Jahr 1900 zählte das Dorf mehr als 1500 Einwohner. Der bisherige Höchststand wurde 1926 mit 1739 Personen verzeichnet. Danach folgte bis 1946 eine kontinuierliche Abnahme der Einwohnerzahl um fast 25 %. Nach einem erneuten Bevölkerungswachstum während der 1950er und 60er Jahre verblieb die Einwohnerzahl seit 1968 auf annähernd konstantem Niveau.

## Wirtschaft und Infrastruktur
Schon zu Beginn des 19. Jahrhunderts entwickelte sich Dampierre-les-Bois zu einer industriell geprägten Gemeinde. Die nach den verschiedenen Schließungen leerstehenden Fabrikareale wurden mittlerweile umgenutzt. Heute sind verschiedene Unternehmen des Klein- und Mittelgewerbes, insbesondere in den Branchen Kunststoffverarbeitung, Belüftung, elektrische Installation und Kabelherstellung in der Gemeinde ansässig. Ferner gibt es zahlreiche Geschäfte des Einzelhandels für den täglichen Bedarf und einen Supermarkt. Viele Erwerbstätige sind auch Wegpendler, die in den anderen Gemeinden der Agglomeration Montbéliard ihrer Arbeit nachgehen.
Die Ortschaft ist verkehrstechnisch gut erschlossen. Sie liegt an der Hauptstraße D463, die von Montbéliard nach Delle führt. Der nächste Anschluss an die Autobahn A36 befindet sich in einer Entfernung von ungefähr sechs Kilometern. Weitere Straßenverbindungen bestehen mit Beaucourt, Dasle und Fesches-le-Châtel. Mit der Stadt Montbéliard ist Dampierre-les-Bois durch eine Buslinie verbunden.